# Горное (Надеждинский район)
Го́рное — посёлок в Надеждинском районе Приморского края, входит в состав Раздольненского сельского поселения.

## География
Посёлок находится в долине реки Ананьевка (правый приток реки Раздольная), на расстоянии 23 км от села Вольно-Надеждинское, административного центра района, и 38 км от города Владивосток, административного центра края. Связан грунтовой дорогой со железножорожной станцией Виневитино.

## История
В 2002—2011 годах посёлок носил наименование Горный.

## Население
| 2002 | 2005 | 2008 | 2010 |
| ---- | ---- | ---- | ---- |
| 4    | ↘3   | ↘0   | ↗1   |